# Julius von Eichel-Streiber

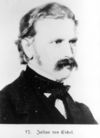
Julius von Eichel-Streiber

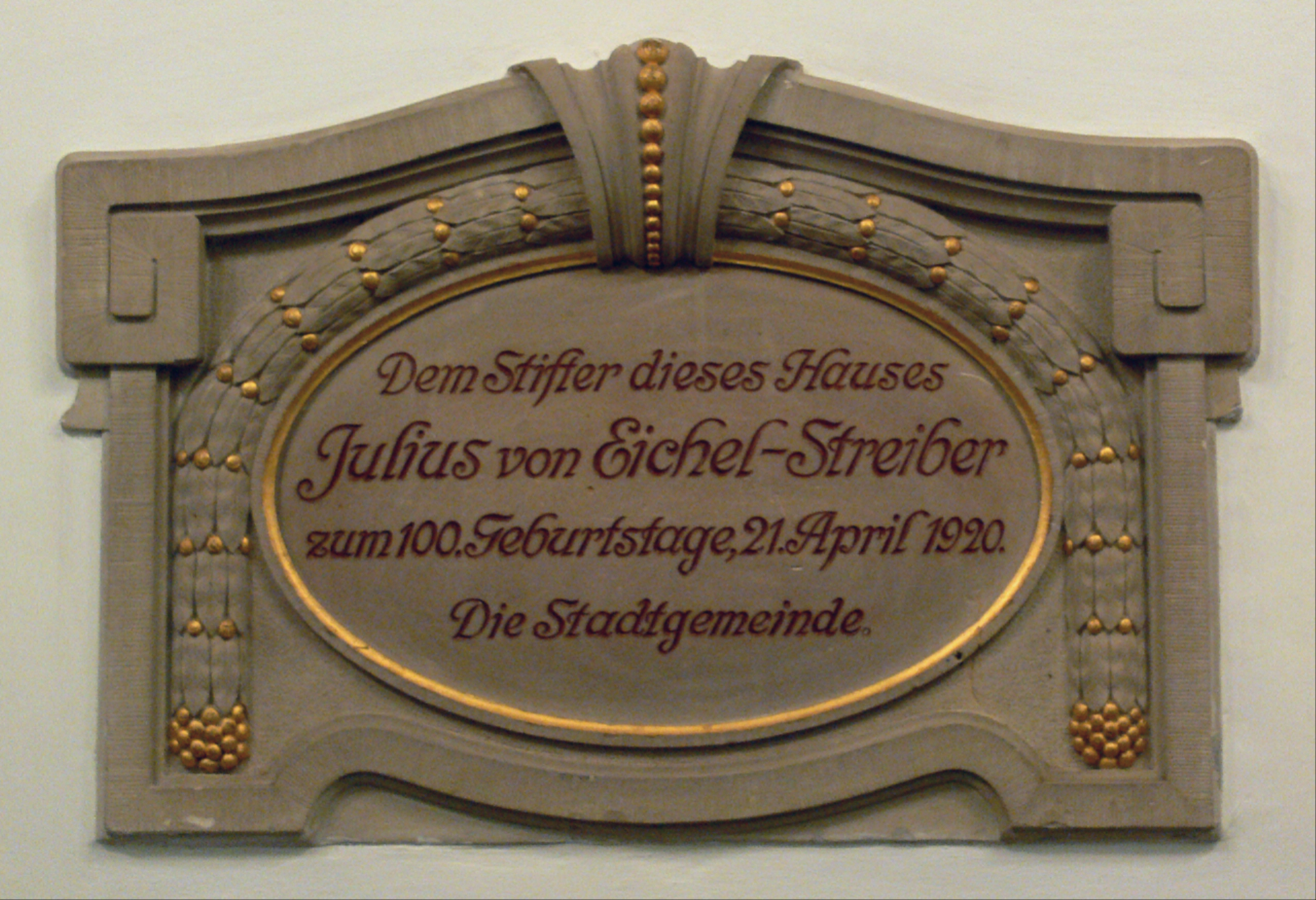
Gedenktafel an den Stifter Julius von Eichel-Streiber zu seinem 100. Geburtstag im Treppenhaus des Landestheaters Eisenach

Julius von Eichel-Streiber (* 21. April 1820 in Eisenach; † 27. April 1905) war ein deutscher Mäzen, der seiner Heimatstadt Eisenach großzügige Stiftungen machte. Er war Besitzer des Ritterguts Heßberg bei Hildburghausen. Haupteinnahmequelle der Familie Eichel-Streiber war die Textilfabrikation. Nach 1800 kaufte die Familie das Schloss in Berka.

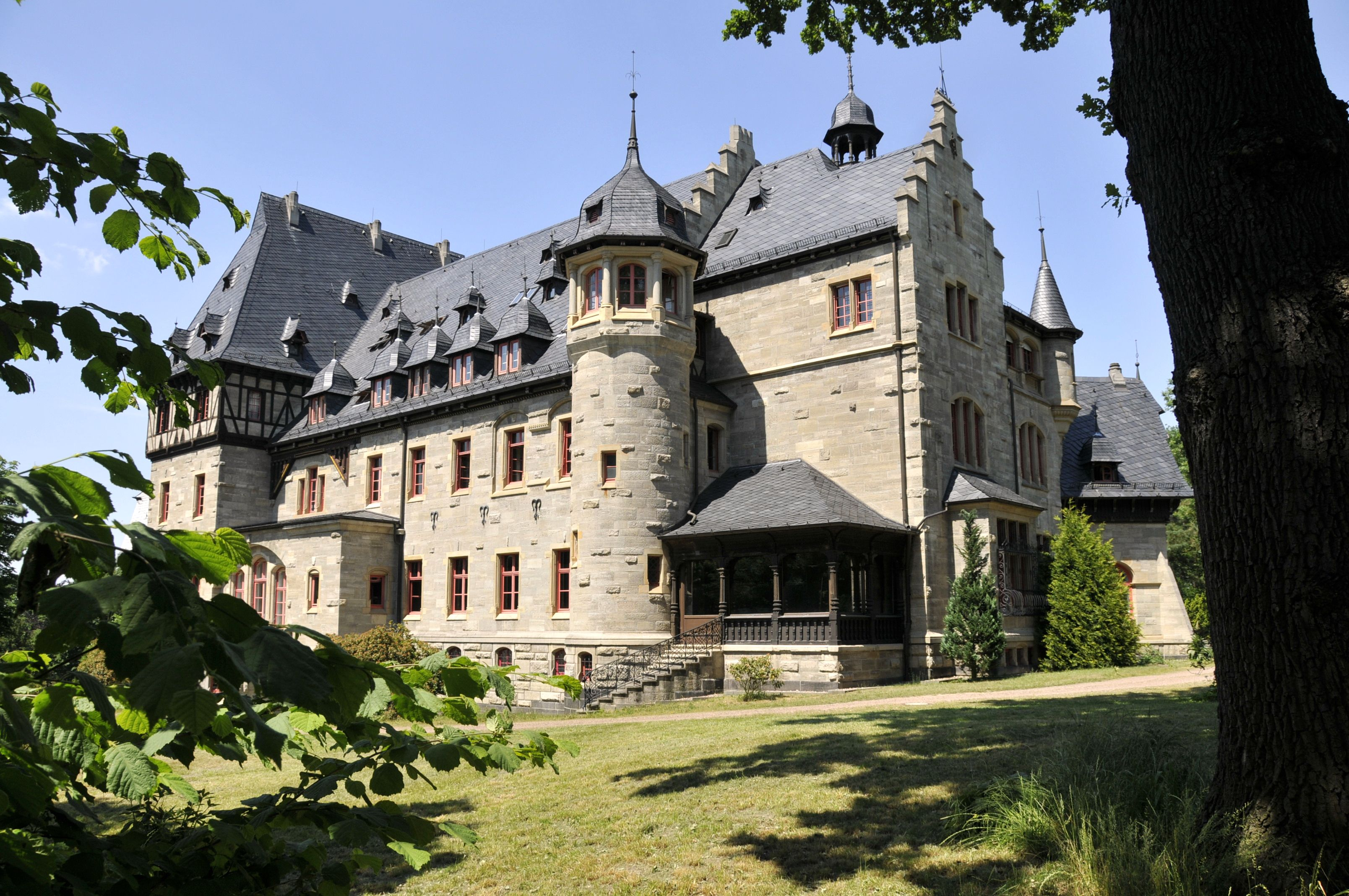
Die Villa auf dem Pflugensberg, vorübergehend Sitz der ev. Kirche Thüringens

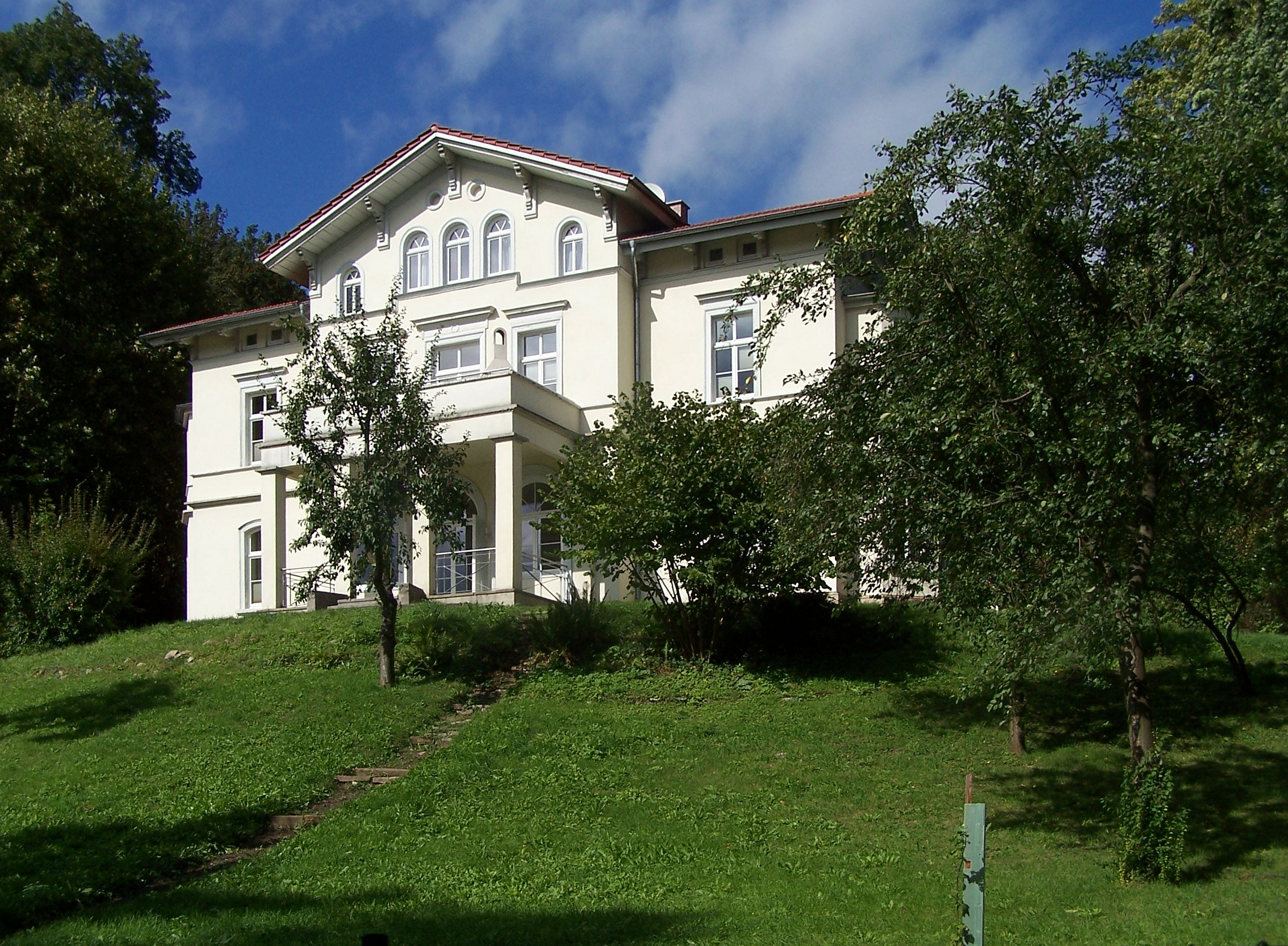
Die 1870 erbaute Villa Eichel in der Karolinenstraße in Eisenach

## Leben
Julius von Eichel-Streiber war in erster Ehe mit der am 27. Februar 1830 geborenen Ida Briegleb, Tochter des Eisenacher Gymnasialprofessors August Briegleb verheiratet. Nach dem Tode von Ida, die am 10. September 1889 im 60. Lebensjahr verstarb, heiratete er in 2. Ehe die am 16. September 1853 geborene Ida Vollert. Beide Ehen blieben kinderlos. Ihre Wohnung hatten sie im Osten Eisenachs, in der Villa Eichel, Karolinenstraße 33 im Grabental.
Anlässlich der Eröffnung des Eisenacher Theaters 1879 wurde Eichel-Streiber wegen seiner zahlreichen Verdienste um die Stadt zum Ehrenbürger der Stadt Eisenach ernannt. Nebenbei betätigte er sich als Mäzen für junge Maler wie Friedrich Preller d. J.
Julius von Eichel-Streiber starb am 27. April 1905 im 86. Lebensjahr, seine Frau Ida am 3. März 1921 im 68. Lebensjahr. Die Gräber, wie auch die Gräber aller anderen Familienmitglieder, die auf dem familieneigenen Friedhof in Eisenach beigesetzt waren, verwahrlosten und wurden erst wieder seit der Wiedervereinigung gepflegt. Der Friedhof wurde, wie der gesamte Besitz der Familie von Eichel-Streiber, nach der Besetzung Thüringens durch die Rote Armee im Zuge der Bodenreform im Jahre 1945 entschädigungslos enteignet.

## Die Familie von Eichel-Streiber
Der Name Eichel lässt sich bis 1621 in Eisenach zurückverfolgen. In diesem Jahr erhielt der Schlossermeister aus Salzungen, Georg Eichel, in Eisenach das Bürgerrecht. 1733 erhielt sein Urenkel das Privileg in seinem Wohnhaus eine Färberei einzurichten, der Ursprung der Textilverarbeitung und des Handels der Familie Eichel(-Streiber) in Eisenach. Mitte des 19. Jahrhunderts entstand durch Heirat der Doppelname Eichel-Streiber. Wegen ihrer Verdienste wurden die Familien Eichel und Eichel-Streiber in den erblichen Adelsstand erhoben. Ende der 1830er Jahre erwarb Friedrich Eduard von Eichel-Streiber die Fläche am Goldtberg und ließ diese durch den Gartenkünstler Eduard Petzold von 1841 bis 1844 in einen Landschaftsgarten umwandeln. Von 1890 bis 1892 baute die Familie Eichel-Streiber die schlossähnliche Villa Pflugensberg in die Mitte des Parks. Das Gebäude diente von 1921 bis 2008 als Sitz der evangelischen Landeskirche Thüringens.
Das Eisenacher Diakonissenmutterhaus, das Theater der Stadt, das Gewerbehaus, eine Gewerbeschule, das Justusstift sowie das ehemalige Karolinen-Lyzeum (heute Ernst-Abbe-Gymnasium) sind Stiftungen aus dem Kreise der beiden Familien.
Die Ereignisse am Ende des Zweiten Weltkrieges und die Folgen des Potsdamer Abkommens und des Zwei-plus-Vier-Vertrags beendeten die Geschichte der Familie von Eichel-Streiber in Eisenach.
Die meisten heutigen Nachfahren der Familien leben in Deutschland, aber auch im Süden Afrikas, in Süd- und Nordamerika sowie in verschiedenen europäischen Ländern. Bekannte Mitglieder der Familie sind u. a. Friedrich von Eichel-Streiber, ein ehemaliger deutscher Jurist und thüringischer Landespolitiker, sowie der deutsche Luftwaffenmajor des Zweiten Weltkriegs und Ritterkreuzträger Diethelm von Eichel-Streiber.